# جنوب هارو (محطة مترو أنفاق لندن)
جنوب هارو (بالإنجليزية: South Harrow)‏ هي إحدى محطات مترو أنفاق لندن. تقع على خط بيكاديلي أفتتحت في المنطقة (Zone) رقم 5 أفتتحت في 28 يونيو 1903.